# Becker County
Becker County är ett administrativt område i delstaten Minnesota i USA. År 2010 hade countyt 32 504 invånare. Den administrativa huvudorten (county seat) är Detroit Lakes. 

## Politik
Becker County röstar i regel republikanskt. I samtliga presidentval under 2000-talet (sedan valet 2000) har en majoritet röstat för den republikanska kandidaten. I valet 2016 var siffrorna 63,2 procent för republikanernas kandidat mot 30,2 för demokraternas kandidat. Sedan valet 1980 har området röstat republikanskt i alla presidentval utom valet 1996 då demokraternas kandidat vann med fyra procentenheter. Även historiskt har republikanerna haft framgångar i området, främst under 1890-talet till 1930-talet.

## Geografi
Enligt United States Census Bureau har countyt en total area på 1 345 km². 3 394 km² av den arean är land och 349 km² är vatten. 

### Angränsande countyn
- Mahnomen County - nord
- Clearwater County - nordost
- Hubbard County - nordost
- Wadena County - sydost
- Otter Tail County - söder
- Clay County - väst
- Norman County - nordväst

### Orter
- Audubon
- Callaway
- Detroit Lakes (huvudort)
- Frazee
- Lake Park
- Ogema
- Wolf Lake